# Angélico Sândalo Bernardino
Angélico Sândalo Bernardino (ur. 19 stycznia 1933 w Saltinho, zm. 15 kwietnia 2025 w São Paulo) – brazylijski duchowny katolicki, biskup Blumenau w latach 2000-2009.

## Życiorys
Święcenia kapłańskie przyjął 12 lipca 1959. Był m.in. ojcem duchownym w seminarium duchownym w Brodosqui (1961-1962) oraz asystentem kościelnym wielu brazylijskich pism katolickich.

### Episkopat
12 grudnia 1974 został mianowany przez papieża Pawła VI biskupem pomocniczym São Paulo, ze stolicą tytularną Tambeae. Sakry biskupiej udzielił mu 25 stycznia 1975 ówczesny arcybiskup metropolita Sao Paulo, kard. Paulo Evaristo Arns.
19 kwietnia 2000 został prekonizowany biskupem diecezji Blumenau. Jego ingres do nowej diecezji odbył się 24 czerwca tegoż roku.
18 lutego 2009 papież Benedykt XVI przyjął jego rezygnację z pełnionego urzędu złożoną ze względu na wiek.